# Val d'Arry
Val d'Arry is een gemeente in het Franse departement Calvados (regio Normandië). De plaats maakt deel uit van het arrondissement Vire. Val d'Arry is op 1 januari 2017 ontstaan door de fusie van de gemeenten Le Locheur, Noyers-Bocage en Tournay-sur-Odon. De gemeente telde 2.455 inwoners op 1 januari 2022.

## Geografie
De oppervlakte van Val d'Arry bedroeg op 1 januari 2022 17,61 vierkante kilometer; de bevolkingsdichtheid was toen 139,4 inwoners per km².
De onderstaande kaart toont de ligging van Val d'Arry met de belangrijkste infrastructuur en aangrenzende gemeenten.

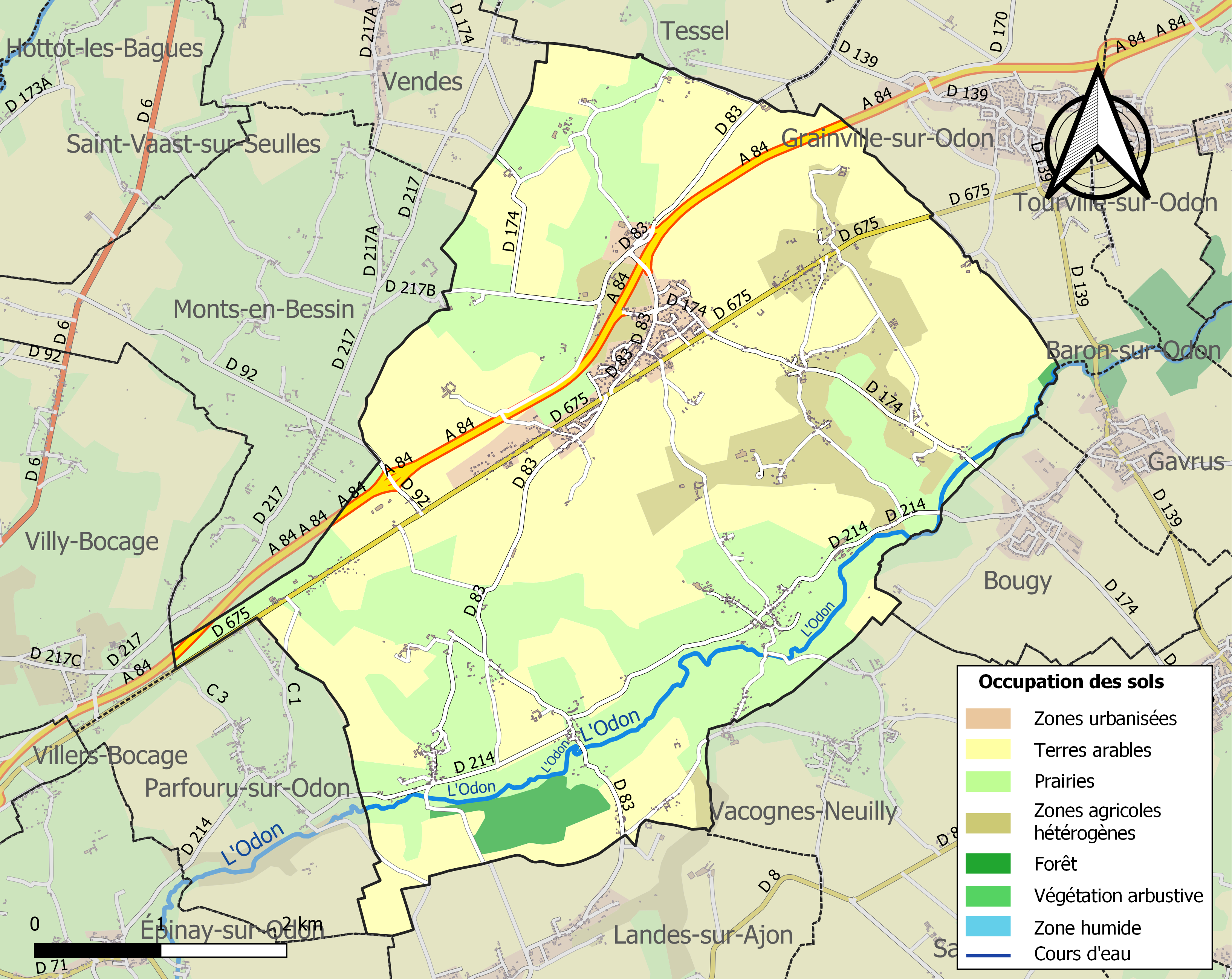